# Càtedra UNESCO
La Càtedra UNESCO és una iniciativa d'aquest organisme de les Nacions Unides que té per objectiu millorar el desenvolupament de la investigació, capacitació i programes de desenvolupament de l'educació superior per mitjà de la construcció de xarxes universitàries i fomentar la cooperació interuniversitària per mitjà de la transferència del coneixement a través de les fronteres. Creada en 1992 per mandat de l'Assemblea General de la UNESCO en la seva 26a sessió (1991) que estableix el Programa UNITWIN. Aquest programa assigna les càtedres UNESCO i les xarxes UNITWIN. A juliol del 2007 s'havien establert 635 càtedres en 124 països.